# یک نعلبکی رمز و راز
یک نعلبکی رمز و راز (انگلیسی: A Saucerful of Secrets) نام دومین آلبوم از گروه موسیقی پراگرسیو راک بریتانیایی، پینک فلوید، است. این آلبوم در فاصله‌های زمانی گوناگون مابین اوت ۱۹۶۷ تا آوریل ۱۹۶۸ در ابی رود استودیوز لندن ضبط شد و در ۲۹ ژوئن ۱۹۶۸ توسط ئی‌ام‌آی کلمبیا در بریتانیا و در ۲۷ ژوئیه ۱۹۶۸ نیز توسط تاور رکوردز در ایالات متحده آمریکا عرضه شد.
مراحل ضبطِ یک نعلبکی رمز و راز قبل و بعد از جدایی سید برت، خواننده و گیتارنواز گروه، انجام گرفت. به دلیل رو به فزون بودن رفتارهای عجیب او در فصل‌های ضبط، دیوید گیلمور در ژانویه ۱۹۶۸ به گروه ملحق شد، از این رو این آلبوم؛ تنها آلبوم غیرگردآوری‌شده از پینک فلوید است که هر پنج عضو گروه در آن حضور دارند و اولین آلبومی است که گیلمور در آن به عنوان عضوی از گروه دیده می‌شود.
گیلمور در ۵ آهنگ این آلبوم شامل («روشنایی بیشتر شود»، «دستگاه‌ها را تنظیم کن به سمت قلب خورشید»، «سرجوخه کلگ»، «یک نعلبکی رمز و راز» و «الاکلنگ») مشارکت دارد و سید برت تنها در سه آهنگ («جاگبند بلوز»، «دستگاه‌ها را تنظیم کن به سمت قلب خورشید»، «روزی را به یادآور») مشارکت کرد که آهنگ جاگبند بلوز تنها آهنگی است که وی به عنوان خواننده و آهنگساز حضور دارد برخلاف آلبوم اول گروه که وی نقش عمده‌ای در ساخت آهنگ‌ها داشت.

## مراحل ضبط و ساخت
آلبوم در استودیوهای ئی‌ام‌آی واقع در لندن ضبط شد. نخستین آهنگ‌هایی که کار ضبطشان انجام شد «دستگاه‌ها را تنظیم کن به سمت قلب خورشید»، از کارهای واترز، و یک آهنگ منتشر نشده به نام «Scream Thy Last Scream» از سید برت بود که هر دو در ۷اُم-۸اُم اوت ضبط شدند. این دو آهنگ برای انتشار در قالب یک تک‌آهنگ در ۸ سپتامبر تنظیم شده بودند که کمپانی ئی‌ام‌آی از این کار صرف نظر کرد. گروه آهنگ «Vegetable Man» را در استودیوهای د لین لی در ۹–۱۱ اکتبر ضبط کرد و در ۱۹ همین ماه نیز مراحل ضبط آهنگ «جاگبند بلوز» را انجام داد. برت در آهنگ «روزی را به یادآور» که یک ضبط ناقص از فصول ضبط آلبوم نی‌زن بر دروازه‌های سپیده‌دم است؛ به عنوان نوازندهٔ اسلاید گیتار حضور دارد. گروه در این میان مدتی فصول ضبط آلبوم را رها کرد تا به ضبط آنچه که بعدها به تک‌آهنگ «سیب و پرتقال» منجر می‌شود بپردازد که در ۲۶ و ۲۷ اکتبر آن آهنگ را نیز ضبط کردند. چند روز بعد از آن گروه آهنگ «جعبه نقاشی» را نیز ضبط کرد تا به عنوان ترانهٔ پشت «سیب و پرتقال» منتشر کند. مدتی پس از ضبط «جعبه نقاشی»؛ گروه عازم یک تور در ایالات متحده شد و در همین دوره‌ها تک‌آهنگ سوم پینک فلوید نیز منتشر شد که نتوانست موفقیتی بدست آورد و در چارت‌ها جایگاه مناسبی بدست نیاورد. گروه از ۱۰ ژانویه ۱۹۶۸ به مدت دو روز نشست‌هایی را در استودیوهای ئی‌ام‌آی تشکیل داد تا روی آهنگ‌های قدیمی‌ترشان کار کنند، هنگامی که میسن قسمت خواندن را به آهنگ «Scream Thy Last Scream» می‌افزود، صدای واترز و اُرگ ریچار رایت در آهنگ «دستگاه‌ها را تنظیم کن…» روی هم سوارشده بودند (overdub). هنگامی که گیلمور به گروه پیوست، گروه مدتی کوتاه را از ۱۲ تا ۲۰ ژانویه به صورت پنج نفره فعالیت کرد. در چند کنسرت، گیلمور به نواختن گیتار و خواندن می‌پرداخت؛ درحالی که برت بی‌هدف و سرگردان در جایگاه حضور داشت و گه‌گداری به قصد نواختن به آن‌ها می‌پیوست. در مابین این چند کنسرت، گروه به تمرین روی چند تا از قطعه‌هایی که واترز ایده‌اش را داده بود در روزهای ۱۵ و ۱۶ ژانویه پرداختند. در ۱۸ ژانویه گروه توسط نورمن اسمیت گرد هم آمدند تا روی آهنگ‌های ریتیمیک‌تر کار کنند، برت را در این مرحله دعوت نکردند. در ۲۴ و ۲۵ ژانویه گروه یک قطعه به نام «The Most Boring Song I've Ever Heard Bar 2» را در ابی رود ضبط کرد که بعداً عنوان «الاکلنگ» را برایش در نظر گرفتند. گروه آهنگ‌های «روشنایی بیشتر شود»، «الاکلنگ» و «سرجوخه کلگ» (در این آهنگ آخری میسن به عنوان خواننده اصلی حضور دارد) را بدون حضور برت به سرانجام رسانید. آندرو کینگ، مدیر پینک فلوید، می‌گوید که برت در پایانِ آهنگ «روشنایی بیشتر شود» یک سولوی گیتار نواخته است.
اعضای گروه از رفتارهای عجیب و غریب برت خسته شده بودند و در ۲۶ ژانویه ۱۹۶۸ و هنگامی که گروه عازم ساوت‌مپتون بود تا در دانشگاه این شهر به اجرا پردازد، برت را کنار گذاشتند، یک شخصی در ماشین گفته بود که چرا باید برت را با خود ببریم؟. برت در اواخر ژانویه ۱۹۶۸ از گروه خارج شد؛ آهنگ «دستگاه‌ها ر ا تنظیم کن…» تنها آهنگ پینک فلوید بوده که هر پنج عضو گروه در آن حضور دارند و به نوازندگی می‌پردازند. پس از رفتن برت گروه تلاش کرد که با قطعات جدیدی به سراغ آلبوم بیاید.
از فوریه ۱۹۶۸ گروه به عنوان یک گروه چهارنفره به اجرا و ضبط می‌پرداخت. اولین آهنگی هم که بدون برت ضبط کردند، آهنگ «چقدر خوب می‌شد» و «رؤیای جولیا» بود که در ابتدا Doreen's Dream نامگذاری شده بود. در اوایل فوریه اعلام شد که آهنگ «سرجوخه کلگ» قرار است به عنوان تک‌آهنگ بعدی گروه منتشر بشود، هرچند به دلیل فشارهایی که از سوی ناشر می‌آمد گروه از منتشر کردنش صرفه نظر کرد و در عوض آن را در آلبوم قرار داد. در ماه آوریل آهنگ «چقدر خوب می‌شد» که رایت آن را ساخته بود به همراه آهنگ «رؤیای جولیا» به عنوان ترانهٔ پشت، در قالب یک تک‌آهنگ در ۱۲ آوریل منتشر شد، این تک‌اهنگ در صورتی منتشر شد که یک هفته از کنارگذاشتن برت از گروه می‌گذشت. در میانه‌های آوریل گروه آهنگ‌های ضبط شده را مورد ارزیابی قرار داد تا در آلبوم بگنجاند، واترز مانع قرارگرفتن دو آهنگ «Scream Thy Last Scream» و «Vegetable Man» در آلبوم شد، اما دو آهنگ «جاگبند بلوز» و «دستگاه‌ها را تنظیم کن…» که برت در آن‌ها حضور داشت را در آلبوم نگه داشت. گروه به دلیل اینکه ۱۲ دقیقه در آلبوم فضای خالی وجود داشت و قطعهٔ مناسب دیگری نداشتند که در آن بگنجاند، به سرهم کردن یک سری قطعات داشته پرداختند که موجب شکل‌گیری آهنگِ همنام آلبوم «یک نعلبکی رمز و راز» شد که اعضای گروه پس از اتمام مراحل ساختنش، احساس خوبی داشتند. نورمن اسمیت، تهیه‌کننده آلبوم، این آهنگ را زیاد نمی‌پسندید و معتقد بود که به دلیل طولانی بودن نمی‌توانند آن را اجرا کنند و می‌گفت: «شما باید ترانه‌های سه دقیقه‌ای بنویسید». در ۲۵ ژوئن گروه برای یک دوره ضبط دیگر برای نمایش رادیویی تاپ گیر وارد استودیو شد که دو آهنگ از این آلبوم را برای آن برنامه ضبط کرد که شامل «روشنایی بیشتر شود» و یک نسخهٔ کوتاه‌تر و دو. باره‌نامگذاری‌شده از آهنگ همنام آلبوم؛ تحت عنوان «The Massed Gadgets of Hercules» بود.

## دربارهٔ آهنگ‌های آلبوم

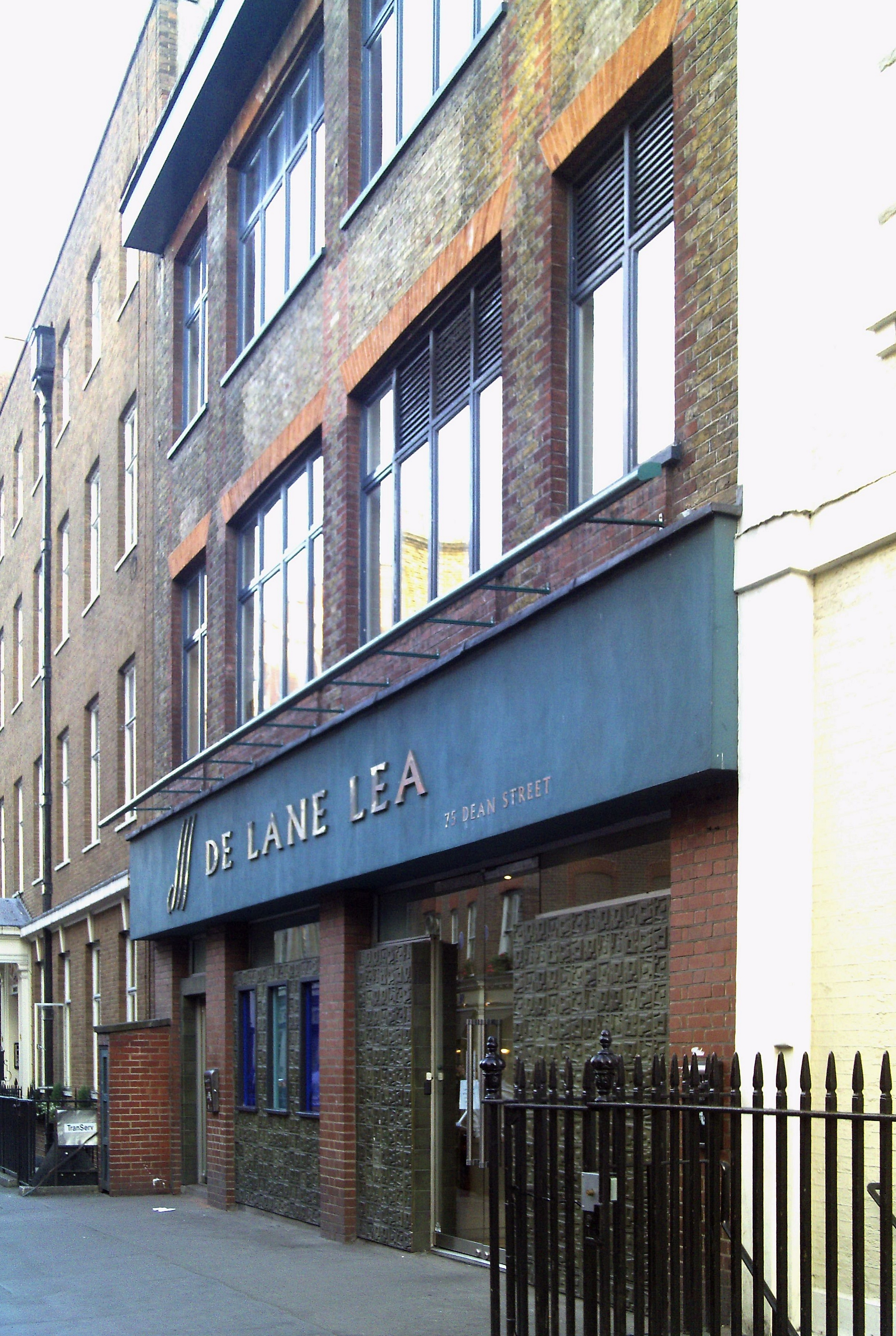
De Lane Lea Studios، خیابان دین 75، سوهو، لندن. این محل عمدتاً برای موسیقی متن فیلم و تلویزیون مورد استفاده قرار گرفته است.

همانند آلبوم قبل پینک فلوید؛ ترانه‌های این آلبوم نیز در سبک سایکدلیک راک و اسپیس راک سیر می‌کند، اما برخلاف آن آلبوم که سید برت نقش زیادی در ساختن آهنگ‌ها داشت؛ در این آلبوم تنها یک آهنگ ساخته شده توسط او با نام «جالگبند بلوز» در آلبوم گنجانده شده است. وبگاه آل‌میوزیک آلبوم یک نعلبکی رمز و راز را آلبومی می‌داند که در آن؛ گروه شخصیت چند آلبوم آیندهٔ خود را طرح‌ریزی می‌کند.
پس از کنارگذاشتن برت، واترز و رایت عهده‌دارِ فراهم‌آوردن آهنگ‌های آلبوم شدند. آهنگ «روشنایی بیشتر شود» از جمله آهنگ‌های ساخته‌شده توسط واترز است که دارای همان فضای اسپیس راک مشابه کارهای ساخته شده پیشین برت است. در هر دو آهنگ «الاکلنگ» و «روزی را به یادآور» که توسط رایت نوشته شده‌اند؛ از تم‌های ساده و بی‌آلایشی که در آلبوم نخست دیده به کالر گرفته شده بود استفاده می‌کنند. ریچارد رایت در چهار ترانهٔ آلبوم به عنوان همخوان یا خواننده اصلی حضور دارد و تنها آلبوم پینک فلوید است که در آن رایت بیشترین حضور را به عنوان خواننده دارد. آهنگ دستگاه‌ها را تنظیم کن به سمت قلب خورشید که توسط راجر واترز نوشته شده جزو اهنگ‌های موفق آلبوم بود که در اجراهای زنده گروه تا سال ۱۹۷۳ باقی ماند و بعدها واترز ان را در تورهای ۱۹۸۴ خود نیز به اجرا درآورد. واترز اشعار این آهنگ را از یک کتاب شعر چینی الهام گرفته بود که متعلق به دودمان تانگ بود، بمانند سید برت که اشعار آهنگ فصل ۲۴ رااز یک کتاب چینی دیگر بنام (ئی چینگ) الگوگیری کرده بود.
سرجوخه کلگ هم آهنگی بود که توسط واترز نوشته شده بود و پیرامون جنگ است و آهنگی هم است که نیک میسون در آن به عنوان خواننده حضور دارد.

### آهنگ‌های منتشر نشده
بمانند آهنگ «جاگبند بلوز» که توسط سید برت نوشته شده بود، آهنگ‌های دیگری هم توسط او نوشته شده بود که در آلبوم قرار نگرفتند، آهنگ‌هایی مانند «Vegetable Man»، علاوه بر این دو آهنگ برت، در طول ضبط این آلبوم آهنگ‌های "In the Beechwoods","Scream Thy Last Scream","John Latham" هم ضبط شده بودند که در هیچ آلبومی انتشار نیافتند.

## پخش و بازخورد
| بررسی انتقادی              | بررسی انتقادی |
| منبع                       | رتبه‌بندی      |
| -------------------------- | ------------- |
| آل‌میوزیک                   | [ ۴ ]         |
| دیلی تلگراف                | [ ۵ ]         |
| مارتین سی. استرانگ         | ۸/۱۰          |
| دانشنامه موسیقی عامه‌پسند   | [ ۷ ]         |
| MusicHound                 | ۲/۵           |
| پیست                       | ۸٫۳/۱۰        |
| راهنمای آلبوم رولینگ استون | [ ۱۰ ]        |
| Sputnikmusic               | [ ۱۱ ]        |
| تام هول                    | A−            |
| دانشنامه موسیقی عامه‌پسند   | [ ۱۳ ]        |

آلبوم در ۲۹ ژوئیه ۱۹۶۸ در بریتانیا توسط ای‌ام‌آی/کلمبیا رکوردز منتشر شد و به مکان نهم جدول فروش دست یافت. این آلبوم توسط تاور رکوردز در آمریکا هم منتشر شد ولی به توفیقی دست نیافت و تنها آلبوم پینک فلوید است که در نمودار قرار نگرفت، اگرچه پس از موفقیت آلبوم نیمه تاریک ماه و در انتشار مجدد این آلبوم به همراه آلبوم نی‌زن بر دروازه‌های سپیده‌دم در قالب آلبوم یک جفت خوب توانست به مکان ۳۶ بیلبورد ۲۰۰ دست یابد.
بعد از انتشار آلبوم مجله رولینگ استون به آن درجهٔ نامطلوب داد و آلبوم را «نه چندان جالب نسبت به آلبوم اولشان» و «یک چیز متوسط» لقب داد. آل‌میوزیک هم این آلبوم را یک آلبوم در مرحله انتقال دانست که کارهای گروه از سبک اولیه اش به سبکی دیگر می‌رود.

## فهرست آهنگ‌ها
| سمت نخست | سمت نخست                                         | سمت نخست                         | سمت نخست |
| شماره    | نام                                              | خواننده(ها)                      | مدت      |
| -------- | ------------------------------------------------ | -------------------------------- | -------- |
| ۱.       | «روشنایی بیشتر شود» (راجر واترز)                 | ریچارد رایت، دیوید گیلمور، واترز | ۵:۳۸     |
| ۲.       | «روزی را به یادآور» (رایت)                       | رایت                             | ۴:۳۳     |
| ۳.       | «دستگاه‌ها را تنظیم کن به سمت قلب خورشید» (واترز) | واترز                            | ۵:۲۸     |
| ۴.       | «سرجوخه کلگ» (واترز)                             | گیلمور، رایت، واترز، نیک میسن    | ۴:۱۳     |

| سمت دوم | سمت دوم                                           | سمت دوم     | سمت دوم |
| شماره   | نام                                               | خواننده(ها) | مدت     |
| ------- | ------------------------------------------------- | ----------- | ------- |
| ۱.      | «یک نعلبکی رمز و راز» (واترز، رایت، گیلمور، میسن) | بی کلام     | ۱۱:۵۲   |
| ۲.      | «الاکلنگ» (رایت)                                  | رایت        | ۴:۳۶    |
| ۳.      | «جاگبند بلوز» (سید برت)                           | برت         | ۳:۰۰    |

## جدول فروش
| سال  | جدول          | مکان |
| ---- | ------------- | ---- |
| ۱۹۶۸ | جدول بریتانیا | ۹    |

## اعضا
- سید برت – آکوستیک گیتار، اسلاید گیتار، خوانندهٔ اصلی در آخرین آهنگ آلبوم
- دیوید گیلمور – گیتار، خواننده اصلی
- ریچارد رایت – کیبورد ،پیانو، ارگ، خواننده اصلی
- راجر واترز – گیتار بیس، خواننده، سازهای کوبه‌ای
- نیک میسن – سازهای کوبه‌ای - درامز